# The Joshua Tree
The Joshua Tree (с англ. — «Дерево Джошуа») — пятый студийный альбом ирландской рок-группы U2, был спродюсирован Даниэлем Лануа и Брайаном Ино и выпущен 9 марта 1987 года на лейбле Island Records. В отличие от экспериментального эмбиентного звучания The Unforgettable Fire, во время записи этой пластинки U2 стремились к созданию более бескомпромиссного рок-звучания в рамках традиционной структуры песен. Музыкальный стиль альбома также испытал влияние американской и ирландской народной музыки. В лирическом плане The Joshua Tree демонстрирует отношение группы к Соединённым Штатам Америки с позиции «любовь-ненависть», его тексты наполнены политическим подтекстом и украшены духовными образами.
Будучи вдохновлёнными гастролями по Америке, её литературой и политикой, U2 выбрали именно эту страну в качестве темы для новой пластинки. Запись началась в январе 1986 года в Ирландии и, помимо двух профессиональных студий, проходила также в домашней обстановке, что способствовало созданию спокойной, творческой атмосферы. Некоторые события в ходе сессий — участие группы в благотворительном турне A Conspiracy of Hope, смерть Грега Кэрролла (гастрольного менеджера U2) и путешествие Боно в Центральную Америку — помогли сформировать особый тон альбома. Запись была закончена в ноябре 1986 года, на всём её протяжении U2 стремились к подходу, который получил название «кинематографичность в музыке», чтобы вызвать у слушателя чувство присутствия, в частности, на просторах Америки. Музыканты обыграли эту идею в фотографии на обложке альбома, где они изображены на фоне пейзажей американской пустыни. Сам образ пустыни был метафорой испепеляющего влияния современной цивилизации на человеческие души.
The Joshua Tree получил восторженные отзывы от критиков, возглавил чарты 20 стран и разошёлся рекордными тиражами. Альбом принёс музыкантам мировую славу — они стали четвёртой группой, чья фотография была размещена на обложке журнала Time, который назвал их «гвоздём сезона». В свою очередь, редакция Rolling Stone отмечала, что The Joshua Tree превратил группу «из героев в суперзвёзд». Альбом породил несколько хит-синглов, которые стали визитной карточкой группы — «With or Without You», «I Still Haven’t Found What I’m Looking For» и «Where the Streets Have No Name». В 1988 году он был отмечен двумя премиями «Грэмми» в номинациях «Альбом года» и «Лучшее вокальное рок-исполнение дуэтом или группой». В поддержку лонгплея было организовано масштабное турне.
The Joshua Tree регулярно фигурирует в числе важнейших записей в истории рока и является одним из самых продаваемых альбомов в мире — более чем 25 миллионов копий. В 2007 году вышло юбилейное переиздание альбома с различными бонусами. По решению Национальной академии искусства и науки звукозаписи США лонгплей был включён в «Зал славы Грэмми», торжественная церемония состоялась в 2014 году. В том же году альбом попал в архив американской Библиотеки Конгресса — национальный реестр знаковых музыкальных произведений XX века.

## Предыстория

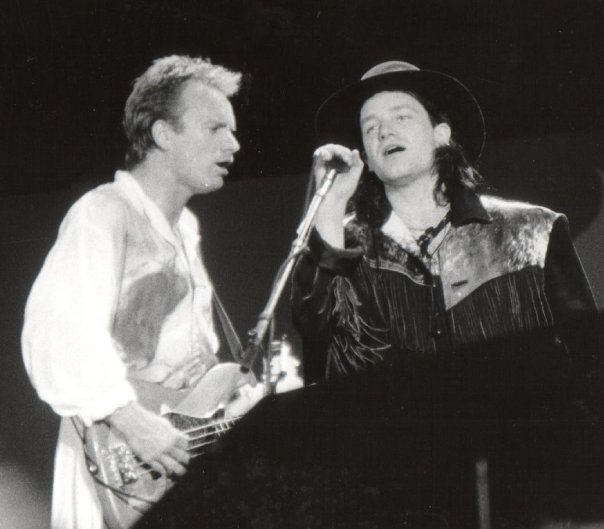
Стинг и Боно на одном из концертов A Conspiracy of Hope — турне, которое прибавило группе сил и энергии, а также оставило свой отпечаток на месседже альбома

К началу 1985 года U2 выпустили четыре студийных альбома и были успешной гастролирующей группой, во многом благодаря своим концертным выступлениям (на протяжении 1980-х годов музыканты гастролировали ежегодно). После издания альбома The Unforgettable Fire (1984) и последующего турне, а также участия в 1985 году в благотворительном концерте Live Aid группа поднялась на новую творческую ступень, стала более известной на международной сцене, и подогрела интерес публики к своей следующей пластинке, материал для которой коллектив начал сочинять в середине 1985 года, сразу по окончании турне Unforgettable Fire Tour.
Менеджер U2 Пол Макгиннесс вспоминал, что The Joshua Tree возник из «великого романа» U2 с Америкой, поскольку группа в первой половине 1980-х ежегодно совершала пятимесячное турне по Соединённым Штатам. В преддверии записи альбома вокалист группы Боно читал произведения американских писателей, таких как Норман Мейлер, Фланнери О’Коннор и Раймонд Карвер, чтобы понять — по мнению редактора Hot Press Ниалла Стоукса — «людей на окраине обетованной земли, отрезанных от американской мечты». В 1985 году вместе со своей женой Элисон Боно посетил Эфиопию в ходе гуманитарного визита. Поездка оставила глубокий след в сердце музыканта: «Находясь в Африке и наблюдая за всеми этими людьми в глубокой нищете, я видел при этом силу духа людей, богатство духа, которого я не увидел, когда вернулся домой… передо мной был лишь „избалованный ребёнок“ — западный мир. И я начал думать: „У них есть настоящая пустыня, но у нас есть другие виды пустынь“. И это — то, что привлекло меня в пустыне, она была чем-то вроде символа».
В 1985 году Боно принял участие в проекте Стивена Ван Зандта Sun City, направленном на борьбу с апартеидом, в ходе которого провёл некоторое время с Китом Ричардсом и Миком Джаггером. Когда Ричардс и Джаггер играли блюз, Боно был смущён своими скромными познаниями об этом жанре, поскольку бо́льшая часть музыкальных вкусов ирландского коллектива сформировалась в эпоху панк-рока, во времена их юности в середине 1970-х. Вокалист поймал себя на мысли, что у его группы «не было музыкальных традиций», в тот момент он почувствовал, будто они «были с другой планеты». Это вдохновило Боно написать песню с ярко выраженным блюзовым акцентом — «Silver and Gold», которую он записал вместе с Ричардсом и Ронни Вудом.
До этого члены U2 были равнодушны к народной музыке, но после сотрудничества с американской группой The Waterboys и своими ирландскими коллегами Hothouse Flowers музыкантов заинтересовала возможность совместить ирландскую народную музыку с американским фолком. Зарождающиеся дружеские отношения с Бобом Диланом, Ван Моррисоном и Ричардсом побудили U2 вернуться к истокам рока, а лично Боно — полней задействовать свой дар поэта и композитора. Он отмечал: «Раньше я думал, что писать тексты — это старомодно, поэтому я делал только наброски. Я сочинял слова прямо у микрофона. Создавая лирику для The Joshua Tree, я почувствовал, что пришло время, чтобы написать слова, которые что-то значили, были основаны на моём опыте». Дилан рассказал Боно о влиянии ирландской музыки на своё собственное творчество, и впоследствии Боно продемонстрировал личный интерес к музыкальным традициям своей родины, исполнив вместе с кельтской фолк-группой Clannad песню «In a Lifetime».
Группа хотела придерживаться фактуры предыдущего альбома, но в отличие от The Unforgettable Fire, в котором часто имело место нецеленаправленное экспериментирование, они стремились создать более сильное звучание, не выходя за рамки традиционной структуры песен. Группа называла этот подход работой с «основными цветами» рок-музыки: гитарой, басом и ударными. Эдж успел сильней проникнуться европейским духом The Unforgettable Fire и сначала неохотно последовал примеру Боно, который, вдохновлённый наставлениями Дилана о «возвращении к истокам», искал более американский, блюзовый звук. Несмотря на отсутствие консенсуса по музыкальному направлению, члены группы согласились, что они не чувствуют тяги к доминировавшим в то время синти-попу и новой волне и хотят продолжать писать музыку, контрастирующую с этими жанрами.
В конце 1985 года U2 переехали в недавно купленный дом Ларри Маллена-младшего, чтобы приступить к работе с материалом, написанным во время предыдущего турне. Эти записи представляли собой демоверсии, которые позже стали песнями «With or Without You», «Red Hill Mining Town», «Trip Through Your Wires» и «Womanfish». Несмотря на то, что Боно определил Америку в качестве центральной темы альбома, Эдж вспоминал это время как сложный период для группы, пронизанный чувством «движения в никуда».

## Запись альбома

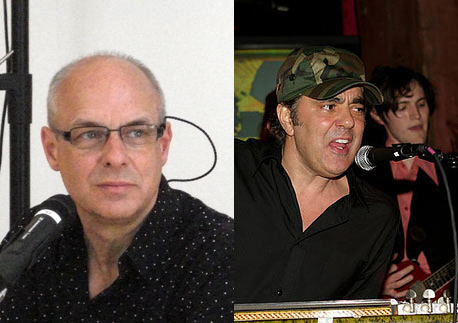
Брайан Ино и Даниэль Лануа

Успешное сотрудничество U2 с Брайаном Ино и Даниэлем Лануа в процессе работы над альбомом The Unforgettable Fire стало причиной повторного приглашения этого дуэта. Ларри Маллен был рад снова поработать с ними — по его словам, это были «первые продюсеры U2, заинтересованные в звучании ритм-секции». Звукорежиссёром (впервые в истории группы) выступил Марк Эллис, более известный как Флад. U2 были впечатлены его работой с Ником Кейвом; кроме того, Гэвин Фрайдей порекомендовал Боно Эллиса, опираясь на сотрудничество с ним во времена существования группы Virgin Prunes. U2 попросили Флада создать «открытый, атмосферный звук… с реальным ощущением окружающего пространства», что, по его словам, в то время было очень необычным требованием.
Намереваясь выпустить альбом в конце 1986 года, в январе U2 организовали студию в историческом особняке Danesmoate House (город Ратфарнем, у подножия гор Уиклоу). Группа планировала создать на месте записи особую атмосферу, как это было с замком Слэйн при записи The Unforgettable Fire. Самодельная диспетчерская с устройствами записи и микшерным пультом была установлена в столовой (получившей название «lyric room»), смежной с гостиной комнатой, в которой происходила запись («band room»). Большие двери, разделявшие комнаты, были заменены на стеклянное окно с целью поддержания расслабленной, «нестудийной» атмосферы. Большая гостиная с высоким потолком и деревянными полами создавала просто оглушительный звук ударных. По свидетельству Лануа, «это было громко, но действительно плотно и здорово, очень музыкально». Лануа также показалось, что эта комната была лучше, чем в замке Слэйн; он был впечатлён среднечастотными звуками, «в которых и живёт музыка» — свойство, которое, по его мнению, и стало решающим в успехе The Joshua Tree.
«При записи [The Unforgettable Fire] мы много экспериментировали, кое-что из этого было совершенно революционным. Поэтому, готовясь к The Joshua Tree, мы посчитали, что, возможно, эти возможности были не так уж хороши, что ограничения будут уместны... Мы решили: „Давайте действительно писать песни“. Нам хотелось, чтобы будущая запись была менее неопределённой,атмосферной и импрессионистской и более прямой, ясной и лаконичной».
U2 использовали проверенный метод записи: прослушивание саундчека, джем-сейшны, работа с текстами Боно. Тем не менее, после записи The Unforgetable Fire один из аспектов поменялся: теперь вместо записи каждого инструмента отдельно и их последующего сведения в единый микс, все композиции (кроме двух) были записаны коллективно, «вживую». Методы написания текстов также изменились: сочинительский дуэт Боно и Эджа постепенно выходит на передний план, предлагая основные идеи той или иной композиции остальным членам группы.
Ино и Лануа работали с группой в разное время по схеме «один продюсер на одну—две недели». Они поощряли интерес U2 к более старым музыкальным жанрам, особенно к классической американской музыке. Более современные влияния заключали в себе структурное гитарное звучание в стиле The Smiths и My Bloody Valentine. По сравнению со временем записи предыдущего диска музыкальный багаж группы значительно расширился, что облегчило взаимодействие с технической командой.
Одной из первых завершённых композиций стала «Heartland», сочинённая во время репетиций The Unforgettable Fire и впоследствии попавшая в альбом Rattle and Hum. В ходе дополнительных записей в студии STS Studios в Дублине с продюсером Полом Барреттом была заложена основа для «Bullet the Blue Sky», а «With or Without You» получила дальнейшее развитие. «With or Without You» и «I Still Haven’t Found What I’m Looking For» были завершены в короткий срок, вселив в группу уверенность в правильности выбранного пути.
U2 прервали запись альбома, чтобы принять участие в туре A Conspiracy of Hope, организованном Международной амнистией в 1986 году. Эти выступления прибавили группе сил и энергии и дали возможность сфокусироваться на своём «альбомном месседже». По мнению Адама Клейтона тур продемонстрировал «„шероховатость“ материала, в его текущем виде» и стремление коллектива, обратить внимание на «безрадостность и алчность Америки Рональда Рейгана».
В июле Боно вместе со своей женой совершил поездки в Никарагуа и Сальвадор, где воочию увидел страдания крестьян, запуганных политическими конфликтами и американской военной экспансией. Эти события легли в основу композиций «Bullet the Blue Sky» и «Mothers of the Disappeared». Некоторое время спустя произошло трагическое событие — ассистент и дорожный агент Боно, 26-летний Грэг Кэрролл, разбился на мотоцикле, и подавленная группа вылетела в Новую Зеландию на его похороны.

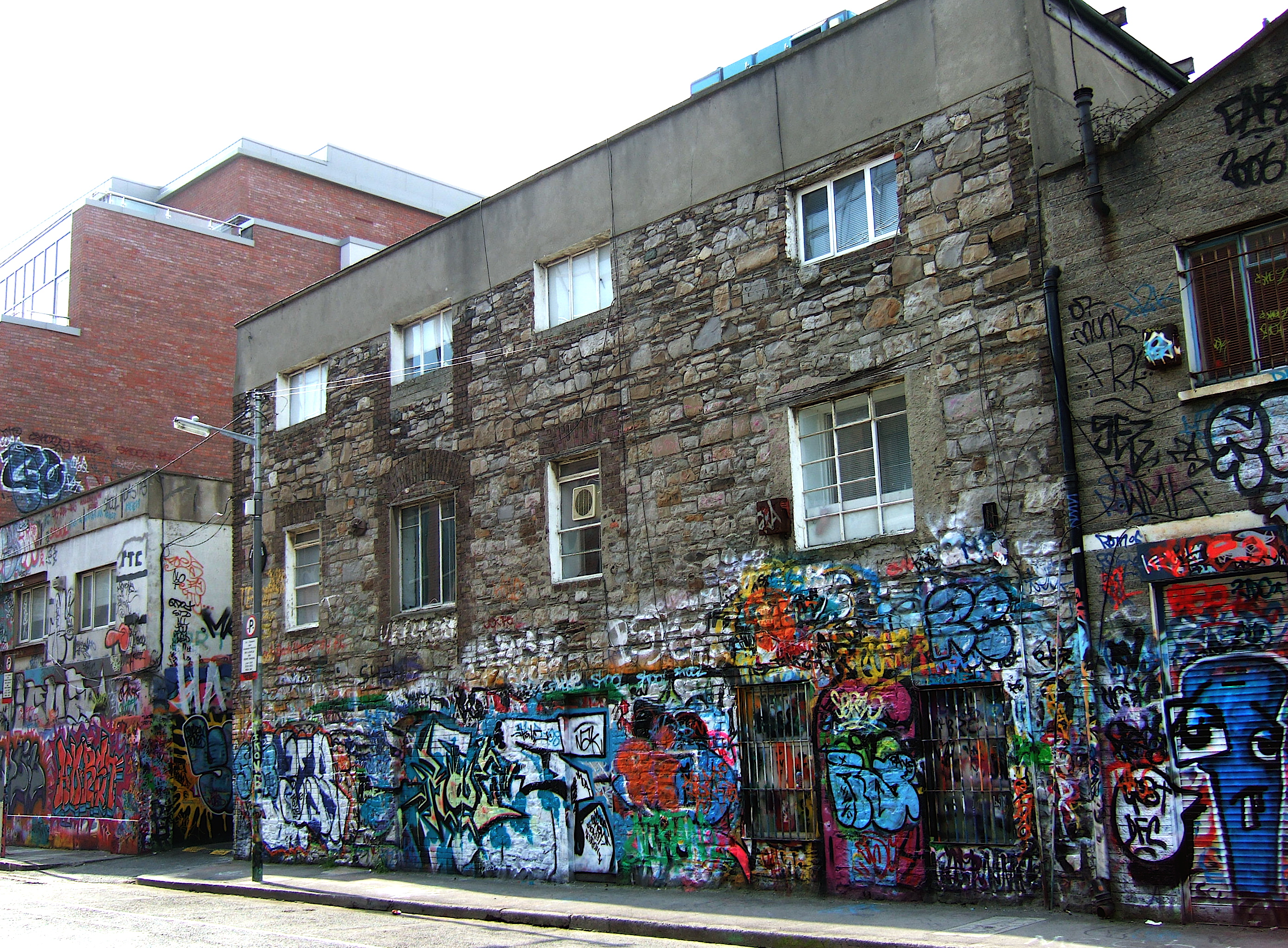
Windmill Lane Studios, 2008 год

Работа над The Joshua Tree возобновилась 1 августа 1986 года в Дублине на студии Windmill Lane и продлилась вплоть до конца года. Ещё одним местом записи стал особняк приобретённый Эджем — «Mothers of the Disappeared» и «Bullet the Blue Sky» были завершены именно там. По свидетельству Лануа, «бо́льшая часть материала была записана в доме Эджа, в то время как тональность будущего альбома была создана на сессиях в Danesmoate House». В августе в Дублин приехал бывший гитарист группы The Band Робби Робертсон чтобы завершить работу над своим сольным диском (продюсером которого также являлся Лануа), он записал с U2 пару совместных композиций. В октябре группа пережила творческий подъём, который повлёк за собой появление нескольких новых идей, однако по инициативе Ино с этим пришлось повременить, чтобы альбом можно было закончить в установленный срок. В ноябре 1986 года запись была остановлена. Для каждой композиции существовал предварительный микс (сделанный прямо во время её записи), служивший, по словам Лануа, «снимком в пути… потому что иногда вы заходите слишком далеко».
Эдж говорил, что к аранжировке и продюсированию каждой песни подходили индивидуально и что, хотя существовала чёткая установка, они были готовы отчасти пожертвовать целостностью, чтобы грамотно завершить каждую композицию. Последние недели работы представляли собой отчаянный финальный спурт, и группа, и техническая команда были морально истощены. Даниэль Лануа и Пэт Маккарти сводили альбом в особняке Эджа; Ино и Флад к финальному сведению имели минимальное отношение. В конце декабря U2 наняли Стива Лиллиуайта, продюсера первых трёх альбомов группы, для микширования потенциальных синглов, чтобы сделать их звучание более подходящим для радиоэфира. Круглосуточное присутствие Лиллиуайта в студии (также как и его идеи) вызывали недовольство Ино и Лануа.
В январе 1987 года U2 вернулись в студию, чтобы дописать материал, отложенный в октябре. Композиции, включавшие «Walk to the Water», «Luminous Times (Hold on to Love)», «Spanish Eyes», стали би-сайдами к запланированным синглам. «Sweetest Thing» была исключена из альбома и тоже вошла в состав би-сайдов, так как группа считала её незавершённой и несоответствующей уровню остальных песен. Впоследствии эта песня была перезаписана в качестве сингла для сборника The Best of 1980–1990. Композиция «Birdland» была признана слишком хорошей для би-сайда, и её решили придержать до следующего релиза. В результате в 2007 году песня была перезаписана под названием «Wave of Sorrow (Birdland)» и вошла в юбилейное переиздание The Joshua Tree.
Боно был горячим сторонником издания The Joshua Tree в виде двойного альбома в комплекте с би-сайдами, в то время как Эдж был за 11-трековую версию, которая и была выпущена в итоге. После выхода The Joshua Tree Боно сказал: «Я доволен записью настолько, насколько могу быть вообще доволен записью», при том, что предыдущими альбомами группы он был «доволен очень редко». По мнению вокалиста, The Joshua Tree стал их наиболее законченной, цельной записью, с момента выхода первого альбома. В 1987 году Клейтон выкупил Danesmoate House, который стал его основной дублинской резиденцией.

## Содержание

### Музыка
В сочинении музыки для The Joshua Tree участвовали все члены группы. Сочиняя мелодии, U2 следовали советам и влиянию Боба Дилана, Ван Моррисона и Кита Ричардса, поэтому музыкальный стиль пластинки опирался на американские и ирландские музыкальные корни в бо́льшей степени, нежели предыдущие работы коллектива. Композиция «I Still Haven’t Found What I’m Looking For» отражает сильное влияние госпела, Боно поёт о духовной «жажде» в верхнем вокальном регистре, а Брайан Ино, Даниель Лануа и Эдж исполняют бэк-вокал на манер хора. Медленное фортепиано в основе баллады «Running to Stand Still» отображает черты фолк-музыки и акустического блюза, наряду со слайд-гитарой и губной гармоникой. «Trip Through Your Wires» — ещё одна композиция на которой Боно играет на губной гармонике — была охарактеризована Ниаллом Стоуксом как «игривый блюз».
В плане гитарного исполнения, идей и стиля Эдж продемонстрировал в альбоме то, что впоследствии назовут его «фирменным звуком». Этот минималистский стиль резко контрастировал с хэви-металом эпохи 1980-х, который делал акцент на виртуозность и скорость. Эдж рассматривал отдельные ноты как «большую роскошь», предпочитая играть их как можно меньше, вместо этого он решил сосредоточиться на более простых частях, которые служили настроением песни. Многие из них появились за счёт звуковых эффектов: дилэй, фидбэк, гитарный бэкграунд (фоновый гитарный бой), стена звука. Например, вступительный рифф песни «Where the Streets Have No Name» является повторяющимся шестинотным арпеджио, пропущенным через эффект дилэя для повторения нот. В риффах к «With or Without You» и «I Still Haven’t Found What I’m Looking For» Эдж также использовал дилэй. «При автоматическом панорамировании ты порой случайно находишь тот звук, который отражает твою индивидуальность и становится шагом в будущее», — отзывался Лануа о музыкальных экспериментах гитариста. Писатель Дерек Уайт провёл математическое исследование ритмического рисунка дилэя Эджа в попытке объяснить, почему его стиль игры так привлекателен. Во время изучения данной песни Уайт обнаружил, что путём деления числа повторённых дилэем нот на темп песни в ударах в минуту, он достиг числа «e», важной математической константы, которая используется для объяснения многих природных феноменов.
Во время записи альбома Эдж продолжил экспериментировать с эмбиент-техникой игры, которую он использовал ещё на диске Unforgettable Fire. В треке «With or Without You» он использовал прототип «бесконечной гитары», слой за слоем добавляя ноты с эффектом сустейна; этот подход он уже использовал ранее в своём сольном альбоме Captive 1986 года, который являлся саундтреком к одноимённому фильму. В других песнях его гитара звучала более агрессивно; например, «Exit» была описана Колином Хоггом как «бесспорно жуткий… шквальный огонь в гитарном исполнении», в то время как Эндрю Мюллер сравнил звучание гитары из «Bullet the Blue Sky» с рёвом самолёта-истребителя. Для финальной пластинки Эдж придумал гитарную партию, состоящую из резких звуков и насыщенную эффектом фидбэка, после того, как Боно попросил гитариста «пропустить Сальвадор через усилитель», вернувшись из этой «истерзанной войной страны» переполненным негодованием. Боно тоже принимал участие в сочинение гитарных мелодий; музыкальная зарисовка, сыгранная на испанской гитаре в «Mothers of the Disappeared», родилась из песни, которую он сочинил в Эфиопии, чтобы учить детей основам гигиены. «Мы приходили на запись с более или менее готовым материалом» — вспоминал Эдж, — «он подходил к той или иной песне, но требовал доработки… Мы прекрасно знали, что будем сочинять вместе, играя в студии и объединяемые какими-то чувствами. То, что нам понравилось вначале, мы пытались и дальше развивать в песнях». Например, композиция «Exit» родилась в процессе обычной совместной репетиции, однако в сочетании с определённым настроением и ассоциациями она в итоге превратилась в музыкальный эксперимент.

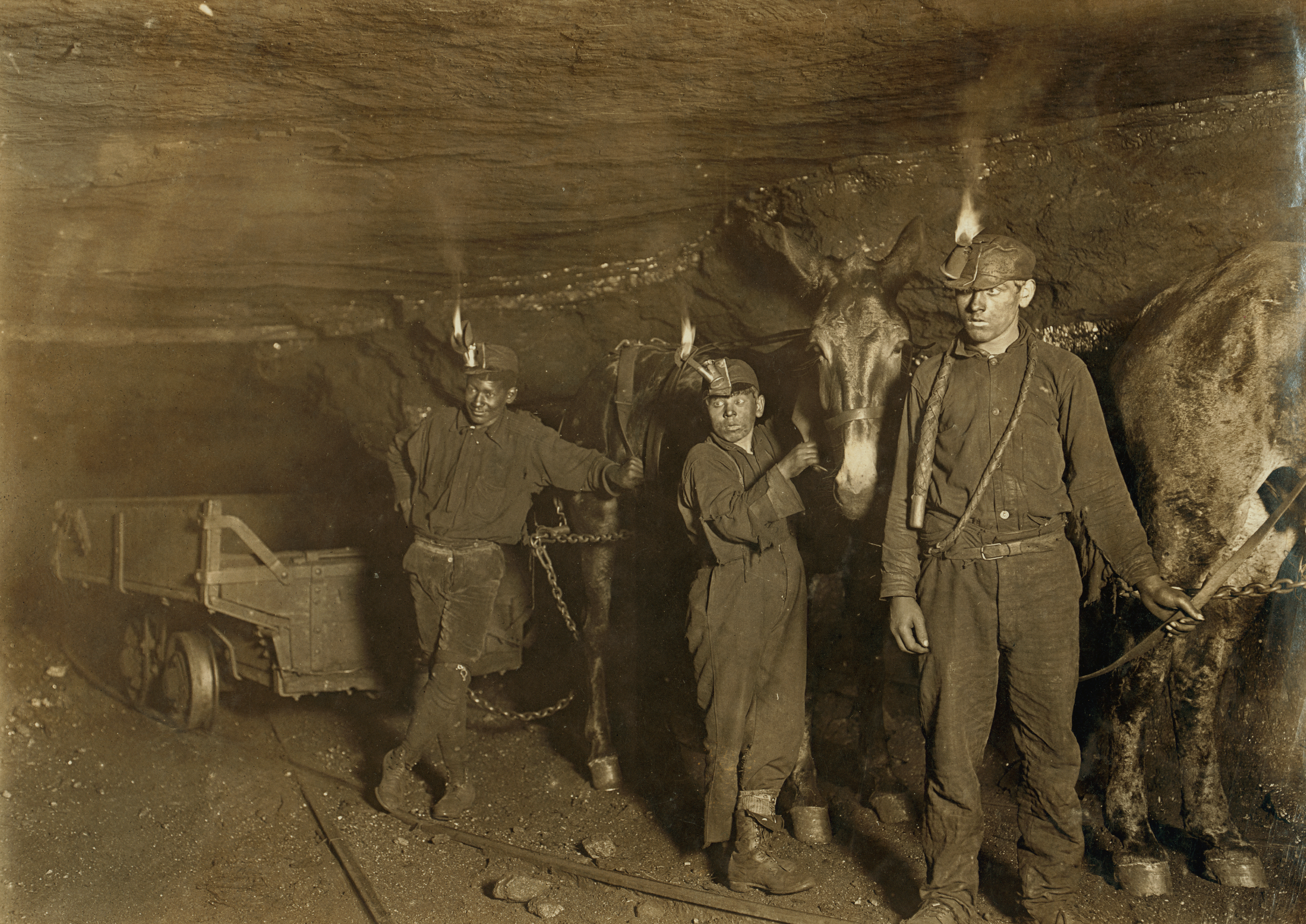
Забастовка шахтёров стала темой для песни «Red Hill Mining Town»

На многих композициях, как и в предыдущих альбомах, Боно демонстрирует выразительный вокал с открытым звуком, который многие критики характеризовали как «страстный». Журнал Spin отмечал, что исследование ирландцами своих музыкальных корней привело к расширению вокального стиля Боно, подчеркнув, что он «владеет полным диапазоном особенностей блюзового пения, от шёпота до крика». Сам Боно объясняет это созревание «моральным раскрепощением», «открытием для себя других голосов» и большей сдержанностью во время пения. Его вокальный стиль, по словам Тома Даффи, стал более «динамичным», чем на предыдущих записях группы. На протяжении трека «Where the Streets Have No Name» тембр голоса Боно сильно меняется (как описывал писатель Марк Батлер, «он вздыхает, он стонет, он кряхтит, он шумно выдыхает, он позволяет своему голосу ломаться»), в некоторых моментах он использует рубато. Для музыкального критика Сьюзан Фэст, «With or Without You» знаменует собой первую композицию, на которой Боно «расширил свой вокальный диапазон, успешно освоив нижние регистры».
Также заметный импульс получила ритм-секция. «Я наслаждался работой с Брайаном и Дэнни [Лануа]» — вспоминал Маллен, «потому что Дэнни был нашим первым продюсером, который проявил интерес к ритм-секции, Стив [Лиллиуайт] больше внимания обращал на вокал и гитары». Идея экзотического звука ударных в песне «Mothers of the Disappeared» принадлежит Брайану Ино, который пропустил записанные барабаны Маллена через процессор PCM-70, а ритм ударных в «I Still Haven’t Found What I’m Looking For» Лануа вообще назвал лучшим из того, что есть в этой песне.
При записи пластинки музыканты использовали подход, который они назвали «кинематографичностью в музыке»: они вкладывали в свои композиции нестроение, создаваемое пустынными ландшафтами. «Мы с Брайаном [Ино] как-то говорили о идее кинематографичности в музыке» — рассказывал Эдж, «когда та или иная композиция вызывает образы какой-то местности; нам понравилась эта мысль… у каждой композиции было своё настроение, своя обстановка, с помощью звуков можно оказаться где угодно; это значит. что музыка может заставить тебя оказаться в каком-то реальном месте, не только в эмоциональном плане».

### Тематика песен

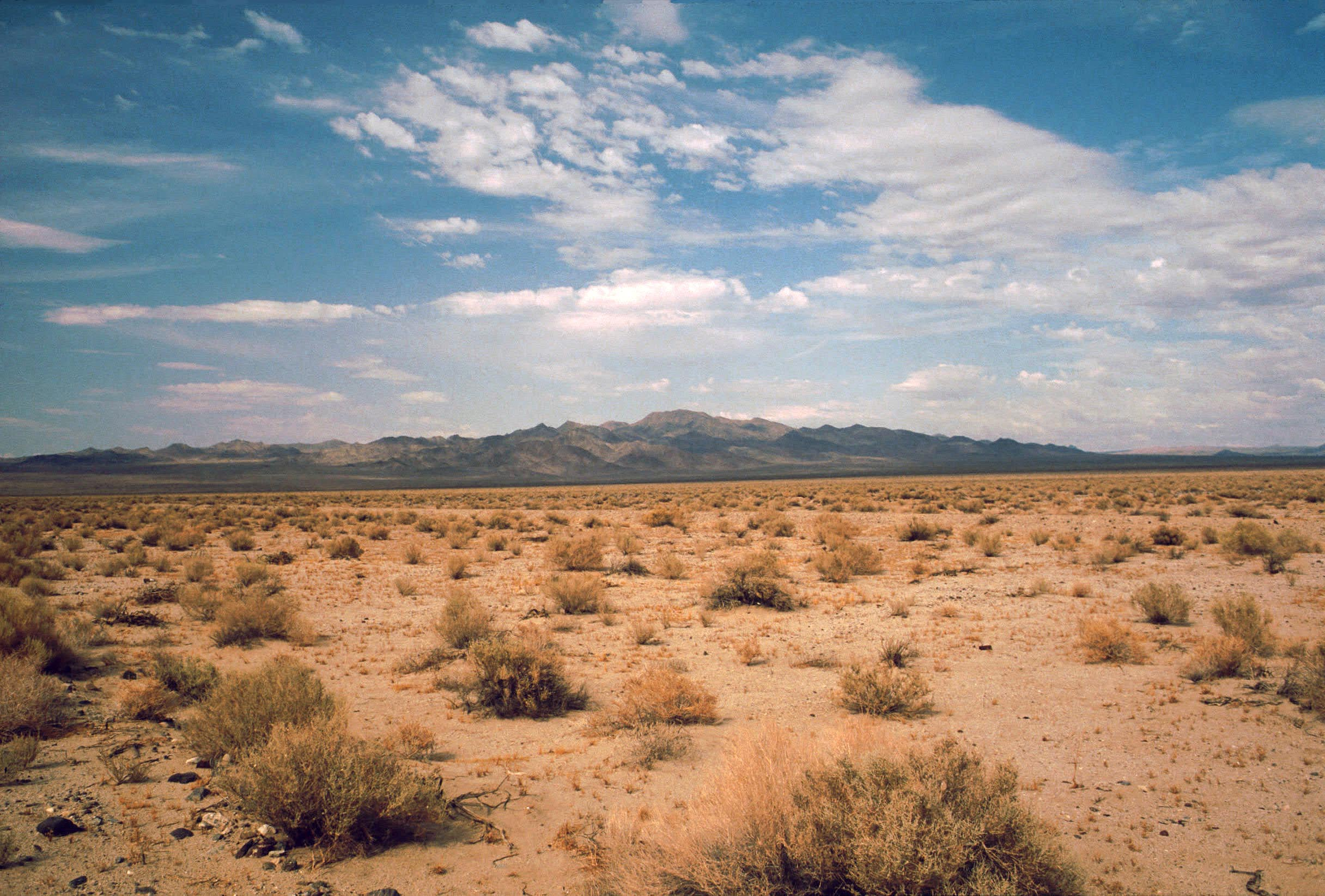
Ментальный образ пустыни был вдохновением для группы, во время создания концепции альбома

В примечаниях к альбому Боно обозначен как единственный автор текстов. В тематическом плане альбом сочетает в себе антипатию к Соединённым Штатам с глубокой очарованностью музыкантов этой страной, её открытыми пространствами, свободой и идеалами. Гневная составляющая пластинки направлена прежде всего против алчности администрации Рональда Рейгана, как её воспринимали музыканты, и её внешней политики в Центральной Америке. Боно объяснял: «Я начал видеть две Америки, мифическую Америку и реальную Америку», что нашло отражение в рабочем названии альбома — «Две Америки» (The Two Americas). Ранее, совершив масштабное турне по городам Соединённых Штатов, группа была вдохновлена географией страны. Эдж описывал влияние Америки на запись так: «Я помню, как мы с группой только приступили к записям песен. Боно завёл разговор об Америке и прежде всего о пустынном юго-западе страны, это было своеобразной метафорой нашего увлечения творчеством Раймонда Карвера и американских писателей в целом… „новый журнализм“, Норман Мейлер, „Песнь палача“ [роман Мейлера], для нас в то время это многое значило». Мощным источником вдохновения для музыкантов стал также фильм «Париж, Техас» Вима Вендерса: картина была полна панорамных изображений раскалённой пустыни, что соответствовало духу произведения и идее группы. В результате пустыня, дождь, пыль и вода появляются в текстах песен на протяжении всей записи. Во многих случаях пустыня используется как метафора «духовной засухи» (другими словами — бездуховности). Одна композиция, которая главным образом раскрывает эту тему, называется «In God's Country» (с англ. — «В стране Бога»), музыкальный критик Барбара Джигер (англ. Barbara Jaeger) интерпретировала её как представление Америки в роли «земли обетованной». Клейтон объяснил влияние образа пустыни следующими тезисами: «Мысленный образ пустыни очень сильно вдохновлял нас во время этой записи. Многие восприняли бы пустыню на самом поверхностном уровне — как бесплодные земли, что, конечно, является правдой. Но при правильном настрое это также очень положительный образ, потому что вы можете сделать здесь что-то с чистого листа, пустыня подходит для этого идеально».
«Я люблю Америку, я люблю бывать там, я люблю чувство больших открытых пространств, я люблю пустыни, я люблю горные хребты, я даже люблю города. Но, влюбившись в Америку за время, проведённое там в турне, я должен был теперь «разобраться» с Америкой и с её влиянием на меня, потому что Америка имеет огромное влияние на мир в настоящее время. На этой записи я впервые разбираюсь с ней на политическом уровне, хотя и очень осторожно».
Политические и социальные проблемы стали материалом для нескольких композиций в The Joshua Tree. Боно написал песню «Bullet the Blue Sky» после того, как посетил Сальвадор и стал свидетелем того, как в ходе военного вмешательства американцев в гражданскую войну в этой стране пострадали местные жители. Источник вдохновения для песни «Mothers of the Disappeared» тоже был найден в эту поездку, после встречи Боно с «COMADRES» — группой женщин, чьи дети были убиты или пропали без вести в ходе гражданской войны, зачастую по вине местных властей. Забастовка шахтёров 1984 года в Англии стала материалом для песни «Red Hill Mining Town», которую Боно написал от лица семейной пары, пострадавшей из-за этой забастовки. «Running to Stand Still» была написана в контексте эпидемии героиновой зависимости в Дублине 80-х годов, как и «Bad» (и в некоторой степени «Wire») из альбома The Unforgettable Fire, Клейтон даже называл эту песню — «Bad Part II». Смерть фронтмена Thin Lizzy Фила Лайнотта от наркотической зависимости также нашла своё отражение в этой песне. Текст для композиции «Where the Streets Have No Name» был написан как ответ на теорию, возникшую в Белфасте, согласно которой о конфессии и доходе человека можно судить по тому, на какой улице он живёт. Композиция «Exit» повествует о маньяке-убийце, хотя Клейтон намекал, что строчка «Он видел как руки, которые созидают, также могут разрушать» — камень в огород американского правительства с его противоречивой ролью в международной политике.
В ретроспективе Боно описывал 1986 год как «невероятно плохой» непосредственно для него самого, что не могло не найти отражения в текстах. Его брак переживал проверку на прочность, в частности, из-за длительного периода «созревания» альбома; группа подверглась критике со стороны ирландских СМИ за участие в концерте Self Aid, а личный ассистент Боно, Грег Кэрролл, погиб в дорожной аварии в Дублине. Боно говорил: «Вот почему пустыня привлекала меня как образ. Тот год действительно был для нас пустыней». «With or Without You» была написана в период, когда фронтмен пытался совмещать обязанности женатого человека и гастрольную жизнь музыканта. Его страсть к путешествиям и музыкальная деятельность часто вступали в конфликт с семейной жизнью. Во время сочинения этой песни Боно осознал, что ни одна из этих двух сторон его жизни не характеризовала его полностью, и, скорее, напряжённость между ними двумя стала определяющей в этот период. Песня «One Tree Hill», названная в честь вулканического пика на родине Кэрролла в Новой Зеландии, описывает чувства Боно на похоронах своего друга. Альбом был посвящён его памяти.
Ещё одним источником вдохновения для текстов стала религия участников группы. В лирике «I Still Haven’t Found What I’m Looking For» Боно поёт как о своей вере, так и о духовных сомнениях и внутреннем колебании («Я верю в загробный мир»... «Но я всё ещё не нашёл то, что я искал»). Некоторые критики предположили, что место, о котором поётся в «Where the Streets Have No Name» — не что иное, как рай. Критики выделяли эти две песни как демонстрирующие, что группа была в «духовном поиске». Редактор Hot Press Ниалл Стоукс и колумнист Ричард Харрингтон из The Washington Post интерпретировали текст «With or Without You» как в романтическом, так и в религиозном ключе. Библейские ссылки присутствовали и в других песнях лонгплея: «Bullet the Blue Sky» («Иаков боролся с ангелом», образы огня и серы) и «In God’s Country» («Я стою с сыновьями Каина»). Том Даффи интерпретировал альбом как исследование «неопределённости и боли духовного паломничества через мрачный и суровый мир».

## Обложка

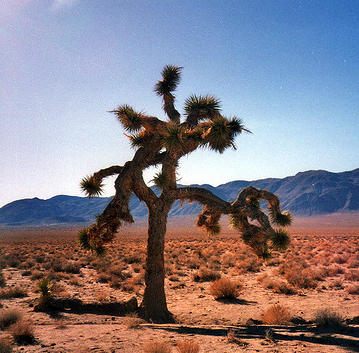
То самое растение юкки коротколистной, изображение которого было задействовано в оформлении обложки альбома

Дизайн обложки, разработанный Стивом Эвериллом, основан на идее U2 создать «кинематографическое изображение» пустыни. Первоначальный замысел заключался в изображении границы, на которой встречаются пустыня и цивилизация (одно из временных названий альбома на тот момент было The Desert Songs), и группа попросила фотографа Антона Корбейна отыскать местность в США, которая подходила бы для этой цели. В течение трёх дней, с 14 по 16 декабря 1986 года, U2 путешествовали по пустыне в компании Эверилла и Корбейна, фотографируя пустынные пейзажи и останавливаясь в придорожных мотелях. Начав с города-призрака Боди, группа посетила такие места как Забриски-пойнт и Долина Смерти. Для фотосессии Корбейн использовал панорамную камеру для бо́льшего охвата пространства, однако, будучи незнакомым с её устройством, он не мог правильно настроить фокус. В результате камера сфокусировалась на пейзаже, отодвигая участников группы в сторону. Тем не менее, Корбейн отметил, что «к счастью, было много света». Позже он заявил, что главной идеей снимков было совместить «человека и природу, ирландцев и Америку».
Вечером после первого дня съёмки Корбейн рассказал музыкантам о деревьях Джошуа (юкке коротколистной) — выносливых искривлённых растениях пустынь американского Юго-Запада, и предложил использовать их изображения на обложке. Боно был рад обнаружить религиозные мотивы в этимологии названия растения: ранним поселенцам, согласно мормонской легенде, расположение ветвей этих деревьев напомнило об Иисусе Навине, пророке Ветхого Завета (по-английски — Joshua, Джошуа), поднимающем руки в молитве, в честь него они и назвали это растение. На следующий день Боно заявил, что альбом должен быть назван The Joshua Tree. Во время путешествия было найдено одиноко стоящее дерево, что было большой удачей, так как эти растения обычно произрастают группами, а фотография группы на фоне нескольких деревьев была бы менее удачной. Фотосессия заняла приблизительно 20 минут. По словам Боно, «было страшно холодно, но пальто пришлось снять, чтобы это хотя бы выглядело, как пустыня. Это — одна из причин, по которым мы выглядим так мрачно».

Первоначально Корбейн хотел использовать для обложки одну широкую панорамную фотографию с одиноком деревом коротколистной юкки на передней стороне и участниками группы — на задней. В итоге, однако, для каждой стороны использовали отдельную фотографию. Изображение группы в Забриски-пойнт было напечатано на передней стороне, в то время как их фото с деревом появляется на обороте пластинки. Журнал Rolling Stone отмечал, что название и изображение дерева подходят для альбома, тематика которого затрагивает проблемы «моральной устойчивости в условиях полного социального и политического опустошения, а сама запись погружена в религиозные образы».
«The Joshua Tree берёт своё название от дерева, которое так или иначе выживает в пустыне, и большая часть материала диска предлагает попытку утолить глубоко́-духовную жажду».
 В 1991 году Rolling Stone поставил альбом на 97-е место в своём списке «100 величайших обложек альбомов всех времён». Сфотографированное для обложки дерево рухнуло приблизительно в 2000 году, но место, где оно стояло, остаётся популярной достопримечательностью для поклонников коллектива, которые желают воздать должное своим кумирам. Один человек поставил там мемориальную табличку с надписью — «Нашли ли Вы то, что искали?», как намёк на песню «I Still Haven’t Found What I’m Looking For» («Я всё ещё не нашёл то, что я искал»). Существует распространённое заблуждение, что место фотосессии расположено в одноимённом национальном парке (он был назван в честь альбома), хотя на самом деле оно удалено от парка на более чем 200 миль. В 2011 году Гус Ван Хоув, директор голландского клуба «013», и его подруга погибли от теплового удара в отдалённой части парка, предположительно пытаясь найти место съёмок.

## Выпуск
Незадолго до издания пластинки Боно охватила внезапная паника — ему казалось, что законченный альбом был недостаточно хорош. Он намеревался остановить уже начавшееся производство дисков, но в конечном счёте одумался. Island Records потратили более 100 тысяч долларов на различную рекламу альбома в магазинах; президент компании, Лу Малья назвал его самым разрекламированным альбомом в истории компании; «мы приложили все усилия для его продвижения». Лонгплей был выпущен 9 марта 1987 года, первое издание вышло на компакт-дисках, виниловых пластинках и аудиокассетах в один и тот же день. Музыкальные магазины Великобритании и Ирландии открылись в полночь, чтобы удовлетворить спрос со стороны большой группы поклонников, которые стояли в очереди на улице, чтобы приобрести альбом как можно скорее.
«Я считаю, что хотя на первый взгляд The Joshua Tree совсем не ирландский альбом, но по своей таинственности, по чувству боли и меланхолии он абсолютно ирландский».
На тот момент The Joshua Tree стал самым быстро продаваемым альбомом в истории Великобритании, было реализовано более 300 000 копий в течение двух дней. 21 марта 1987 года он дебютировал в хит-параде альбомов Соединённого Королевства под номером один, провёл две недели на его вершине и продолжал находиться в чарте в течение 163 недель. В американском хит-параде Billboard 200 альбом дебютировал 4 апреля 1987 года под номером семь, что стало высшим дебютом для студийного альбома в Америке почти за семь лет. За три недели он добрался до верхней строчки местного хит-парада, а затем оставался на ней в течение девяти недель. В общей сложности альбом провёл 103 недели в Billboard 200, 35 из них в первой десятке. 13 мая 1987 года Американская ассоциация звукозаписывающих компаний сертифицировала альбом трижды «платиновым» статусом. В 1987 году, на волне успеха, все предыдущие альбомы группы вновь вернулись в Billboard 200. 21 марта 1987 года лонгплей дебютировал на 51-й строчке в канадском чарте RPM Top 100 Albums и оказался на его вершине всего лишь две недели спустя. В течение 14 дней с момента выпуска в Канаде было продано 300 000 копий альбома и он получил трижды «платиновый» статус. Также The Joshua Tree возглавил альбомные чарты в ещё 19 странах, в том числе в Австрии, Швейцарии, Новой Зеландии и Швеции. The Joshua Tree стал первым альбомом в истории США, продажи которого на компакт-дисках превысили миллион копий.
21 марта 1987 года композиция «With or Without You» была выпущена в качестве первого сингла с би-сайдами «Luminous Times (Hold on to Love)» и «Walk to the Water». Сингл быстро возглавил чарт Billboard Hot 100, став первым хитом группы, покорившим американский хит-парад. Также эта песня возглавила чарт синглов в Канаде, в то время как в Великобритании она добралась до четвёртой строчки, а в Нидерландах — до второй. Изначально группа планировала использовать «Red Hill Mining Town» в качестве второго сингла. Однако музыканты остались недовольны клипом, снятым Нилом Джорданом для этой песни, к тому же у Боно и Маллена возникли трудности во время исполнения этого трека на репетиции. В конечном счёте группа отказалась от этой идеи. В итоге в качестве второго сингла была выбрана «I Still Haven’t Found What I’m Looking For», которая была выпущена в мае 1987 года с би-сайдами «Spanish Eyes» и «Deep in the Heart». Как и его предшественник, сингл возглавил Billboard Hot 100, тем самым став вторым синглом U2, возглавившим хит-парад Америки, причём подряд. Также песня достигла шестой строчки в чартах Великобритании, Канады и Нидерландов. В мае продажи альбома превысили 7 миллионов копий по всему миру.
«Мне кажется, что The Joshua Tree появился в одно мгновение, как будто мы вдруг все вместе собрались и оставили за дверьми студии все предрассудки, амбиции, идеологию — всё, кроме музыкальных поисков. Такова была наша цель».
Композиция «Where the Streets Have No Name» стала третьим синглом альбома и была выпущена в августе 1987 года, с «Sweetest Thing», «Silver and Gold» и «Race Against Time» на стороне «Б». Сингл занял седьмую строчку в Нидерландах, четвёртую в британском UK Singles Chart и добрался до тринадцатой позиции в чарте США. Все эти три сингла возглавили профильный ирландский хит-парад, и попали в Top-20 аналогичных чартов Великобритании, США, Канады, Новой Зеландии и Нидерландов. В ноябре 1987 года композиция «In God’s Country» была выпущена в качестве четвёртого сингла исключительно в Северной Америке, она добралась до 44-й строчки в Billboard Hot 100 и достигла 48-й позиции как импорт-сингл в Великобритании. «One Tree Hill» была выпущена в качестве четвёртого сингла в Австралии и Новой Зеландии в марте 1988 года, песня была написана для Новой Зеландии — родины Грэга Кэрролла (погибшего друга Боно) — и заняла первую строчку в чарте синглов в этой стране. К концу 1988 года продажи The Joshua Tree превышали 14 миллионов копий по всему миру.
В 1996 году фирма Mobile Fidelity Sound Lab произвела ремастеринг диска и выпустила его в специальном издании как «золотой компакт-диск». Это издание исправило некорректную дорожку, обрывающуюся между «One Tree Hill» и «Exit», которая присутствовала на некоторых напечатанных компакт-дисках; тихая кода, которая завершает «One Tree Hill» и начинает «Exit», была добавлена в оба трека.

## Отзывы критиков
| Оценки критиков        | Оценки критиков                                                          |
| Источник               | Оценка                                                                   |
| ---------------------- | ------------------------------------------------------------------------ |
| Allmusic               | [ 133 ]                                                                  |
| The Austin Chronicle   | [ 134 ]                                                                  |
| Chicago Sun-Times      | [ 135 ]                                                                  |
| Houston Chronicle      | [ 136 ]                                                                  |
| The New Zealand Herald | [ 137 ]                                                                  |
| NME (2007)             | [ 138 ]                                                                  |
| Orlando Sentinel       | [ 139 ]                                                                  |
| Q                      | 5 из 5 звёзд · 5 из 5 звёзд · 5 из 5 звёзд · 5 из 5 звёзд · 5 из 5 звёзд |
| Rolling Stone (2007)   | [ 140 ]                                                                  |
| Rolling Stone Russia   | [ 141 ]                                                                  |
| Роберт Кристгау        | B                                                                        |

Альбом получил признание со стороны критиков и был удостоен лучших отзывов, чем любой предыдущий диск коллектива. Обозреватель из Rolling Stone писал: «Для группы, которая специализируется на вдохновенных, грандиозных жестах, группы, которая твёрдо решила быть значимой, The Joshua Tree может стать большим прорывом, и для этого он звучит именно так, как должен»; позже в этом же журнале писали, что «этот альбом превратил группу из героев в суперзвёзд». Стив Морс из The Boston Globe испытал схожие чувства: «Ещё одна духовная исповедь, положенная на музыку, которая правильно балансирует между буйной фантазией их последнего альбома… и более бескомпромиссным роком их раннего периода». Морс назвал его «самой вдохновляющей работой на данный момент» и «самой многообещающей рок-записью нынешнего года». Редакция журнала Q присвоила альбому пять звёзд из пяти, отмечая, что их «новое обращение к стадионному року звучит так же страстно, как и прежде» и что альбом находит «точный баланс между интимностью и мощью». Рецензент издания NME также похвалил альбом, назвав его «смелой записью» и «лучшей из всего, что может появиться в 1987 году… Это музыка людей, которые всё ещё ищут, всё ещё пробуют…». Том Даффи из Orlando Sentinel писал, что композиции наполнены «ликующей силой», которая, «подобно ветвям древа Джошуа, тянется вверх в полном контрасте с бесплодной музыкальной средой современного рок-радио». Он похвалил членов группы, назвав вокал Боно «выворачивающим наизнанку», ритм-секцию Клэйтона и Маллена — «бритвенно-острой», а игру Эджа — «хорошей, как никогда».
Газета The New Zealand Herald опубликовала пятизвёздочный обзор, где назвала альбом «весьма убедительным музыкальным сборником от группы, которая стала известна благодаря страстным, волнующим композициям», и констатировала, что «сила альбома заключается в его сдержанности» и «практически каждая из 11 песен злободневна». Роберт Хиллберн из Los Angeles Times написал в своей рецензии следующее: «запись официально подтверждает то, что группа доказывала на сцене в течение последних трёх лет: U2 — то, чем The Rolling Stones перестали быть много лет назад, величайшая рок-н-ролльная группа в мире». Он отметил, что коллектив продемонстрировал «ошеломляющий творческий рост» и начал исполнять более «качественно сделанную и уверенную» музыку. Журнал Spin назвал The Joshua Tree «первым абсолютно успешным альбомом» U2: группа «наконец-то освободилась от соблазнительного, но сковывающего [их материал] подхода „скандирования и лозунгов“ их более ранних работ» — писал в своей статье рецензент Джон Пиккарелла, и похвалил U2 за уход от экспериментирования и использование простых, но многоуровневых схем. По словам Пиккареллы, в альбоме не было ни одной плохой песни и каждая чем-то цепляла. Редактор журнала Hot Press Билл Грэм счёл, что «The Joshua Tree спасает рок от упадка, сначала смело и бесстыдно занимая место в мейнстриме, а потом очень изящно поднимаясь на несколько уровней выше»; он заключал, что после такой «переоценки» рока к U2 стоит относиться очень серьёзно. Джон Рокуэлл из The New York Times, похвалив группу за расширение музыкального кругозора, более критично отнёсся к вокалу Боно, который, по его мнению, «насквозь пропитан деланной слезливостью» и звучит слишком похоже на вокал многих других певцов, что приводит к потере индивидуальности. Обозреватель из The Houston Chronicle поставил альбому три с половиной звезды из пяти, назвав его «музыкой, которая и успокаивает, и вдохновляет, музыкой-гимном, стильной музыкой», но посетовав, что группа относится к себе слишком серьёзно и альбом довольно скучен и почти претенциозен: «я потерял интерес ко второй стороне пластинки». В ретроспективном обзоре 2007 года Стивен Томас Эрлевайн, журналист Allmusic, оценил альбом на пять звёзд, отмечая, что «смысл их песен никогда не был таким ясным, а музыка такой цепляющей… Никогда ещё послание от U2 не было настолько прямым и личным». Сергей Степанов («Афиша Daily») в своём обзоре творчества группы сравнил первую половину альбома со сборниками лучших хитов именитых рок-групп, отмечая, что с этим альбомом U2 обыграли «и коллег, и недоброжелателей, и собственные страхи и сомнения».
Энтони Декёртис из Rolling Stone сравнил The Joshua Tree с Born in the U.S.A. Брюса Спрингстина, заявив, что «оба альбома принесли исполнителям-популистам статус суперзвёзд». Также он отметил, что воодушевлённые концертные выступления музыкантов и «сплошное слуховое удовольствие» от обоих альбомов скрадывают их мрачное содержание. Декёртис подытожил стихотворно-музыкальное исследование Америки от U2 следующим образом: 
Дикая красота, культурное богатство, свободный дух и яростное насилие Америки исследуются буквально в каждом аспекте альбома: в названии, в обложке, элементах блюза и кантри в композициях… Боно и сам говорит, что „разрушение мифов об Америке“ является важной частью художественной задачи The Joshua Tree.
Юбилейное переиздание получило высший балл от журнала Rolling Stone Russia, обозреватель издания писал: «помимо основного диска с одним из важнейших альбомов 80-х… имеется и второй диск, где содержатся би-сайды и демо того времени. Равнодушные к творчеству ирландцев люди ничего особенного тут не найдут: удивить может лишь злобная акустическая версия „Silver and Gold“ да номер „Beautiful Ghost / Introduction to Songs of Experience“, будто бы выпорхнувший из фильма Дэвида Линча» и подытожил: «Превосходное переиздание самого поэтичного диска в дискографии U2». Однако не все критики остались довольны проделанной работой; Эндрю Мюллер из журнала Uncut сетовал, что «если случайный слушатель способен уловить значимую разницу между ремастеринговой записью и оригиналом, то или у него уши, как у летучей мыши, или он засиделся дома».

## The Joshua Tree Tour

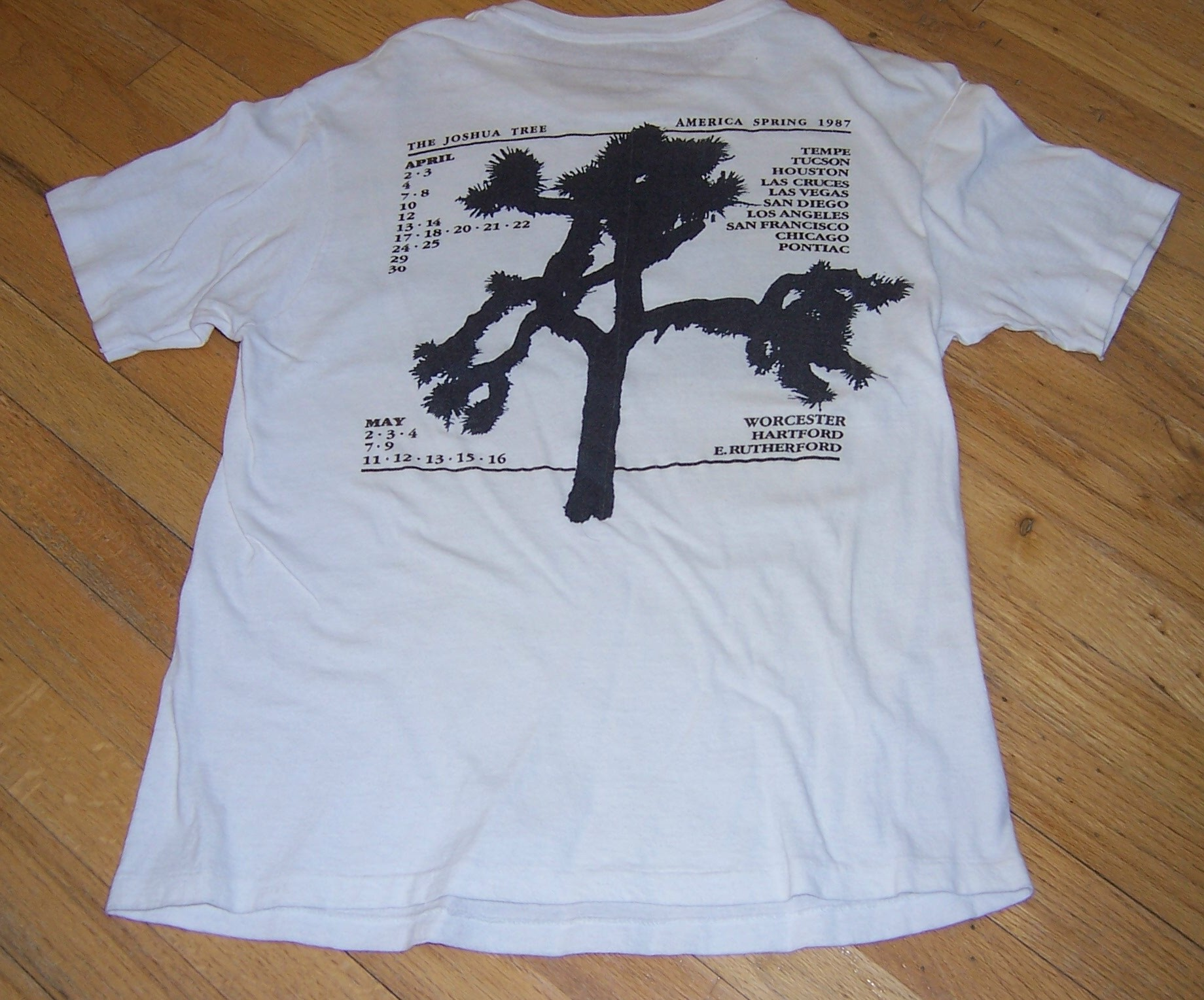
Одна из футболок, созданных специально для Joshua Tree Tour

После выпуска The Joshua Tree U2 организовали мировое турне The Joshua Tree Tour, продлившееся с апреля по декабрь 1987 года. Оно включало 109 шоу и было разделено на три части: США — Европа — США. The Joshua Tree поднял группу на новый уровень популярности; билеты на концерты были распроданы по всему миру — впервые U2 постоянно выступали на таких площадках, как арены и стадионы — и они отыграли свою музыку более чем для трёх миллионов человек. Песни из альбома стали главными хитами сет-листа турне, поскольку группа регулярно исполняла восемь из одиннадцати композиций нового диска, и единственной песней, которую они не играли вообще, была «Red Hill Mining Town». Во время концерта на стадионе имени Джона Кеннеди в Филадельфии был установлен рекорд посещаемости для сольного концерта на территории США — аудитория превысила 86 тысяч человек. Рекорд продержался до 2009 года, когда он был побит этой же группой на одном из шоу их нового турне — «360 Degree Tour» в поддержку альбома No Line on the Horizon.
Как и предыдущие турне группы, The Joshua Tree Tour был минималистическим и строгим, и U2 часто использовали сцену для того, чтобы обратиться к политическим и социальным проблемам. Одной из таких проблем была идея отмены празднования Дня Мартина Лютера Кинга в Аризоне, которую предложил губернатор штата Эван Мичем. На протяжении всего турне группа продолжала изучать истоки американской музыки: они сотрудничали с фолк-музыкантом Бобом Диланом, блюзменом Би Би Кингом и гарлемским госпел-хором New Voices of Freedom; U2 также посетили Грейсленд и Sun Studio в Мемфисе (места где жил и записывался Элвис Пресли), записав новый материал. Эти новые песни и впечатления группы в период турне были задокументированы для альбома Rattle and Hum 1988 года и для одноимённого кинофильма режиссёра Фила Джоану.
За тур группа заработала 40 млн долларов, но, несмотря на его коммерческий успех и положительные отзывы, U2 остались недовольны в творческом плане. Так, Боно считал, что их музыка была ещё «сырой» для такого успеха. Маллен отмечал: «Мы были известной группой, но не были лучшей»; для Боно тур был «одним из худших периодов [их] музыкальной жизни». Гастролируя, U2 были на грани развала, свою лепту также вносили «душевные раны», которые Боно получал от исполнения песен. Группа намекнула, что стрессы от гастролей подтолкнули их насладиться «рок-н-рольным образом жизни», которого они пытались всячески избегать прежде.

## Наследие
«На протяжении двух десятилетий, минувших после издания пластинки, каждый шаг группы в какой-то степени был реакцией на наследие The Joshua Tree. Rattle and Hum был прямым продолжением этого альбома, он продолжал исследовать такие коренные направления американской музыки, как блюз, госпел и соул. Затем U2 закономерно устали жить в собственной тени, и два следующих альбома — Achtung Baby и Zooropa — снизили ожидания от группы. Когда же U2 наконец осознали, что им не избежать культового статуса, закреплённого за нимиThe Joshua Tree, они высмеяли его на диске Pop. К тому моменту, однако, поклонники устали от постоянных экспериментов коллектива, и в последних двух альбомах U2 пытались вернуться к «классическому» радиозвучанию 1987 года».
The Joshua Tree — наиболее коммерчески успешный альбом группы, по всему миру продано около 25 миллионов копий, что делает его одним из самых продаваемых альбомов всех времён. Лонгплей входит в список самых продаваемых альбомов в США; 11 сентября 1995 года Американская ассоциация звукозаписывающих компаний присвоила ему 10-й «платиновый» статус, а впоследствии альбом получил «бриллиантовую» награду. Канадская ассоциация звукозаписывающих компаний также присвоила альбому «бриллиантовый» сертификат в Канаде. В Великобритании продажи The Joshua Tree принесли ему шесть «платиновых» сертификатов, а также серебряный статус для юбилейного переиздания альбома 2007 года. В Австралии диск пять раз становился «платиновым», а в Новой Зеландии — четырнадцать.
The Joshua Tree отнесли к числу лучших альбомов в истории рока, и он вошёл в рейтинги лучших записей многих изданий, в том числе Hot Press, Time, Q и Entertainment Weekly. В 1997 году газета The Guardian опросила по всему миру известных критиков, художников и диджеев, которые поставили запись на 57-е место в списке ста лучших альбомов. В 2010 году журнал Spin поместил альбом на 62-е место в списке «125 самых влиятельных альбомов за 25 лет существования издания». В публикации было сказано, что пятый альбом группы «полон до краёв» сумасшедшими хитами, каждый из которых имеет политическую окраску. в 2012 году журнал Rolling Stone присудил лонгплею 27-е место в своём рейтинге «500 величайших альбомов всех времён», назвав его «альбомом, который превращает духовные искания и политическую борьбу в хоровое стадионное пение». The Joshua Tree стал лучшим диском U2 в этом рейтинге. В том же году в статье «Лучшие альбомы 1980-х», анонсированной изданием Slant Magazine, отмечалось, что первые три песни из The Joshua Tree помогли группе стать «„царём и богом“ рок-гимнов 80-х годов», а также то, что теперь U2 принадлежит не только Дублину, но и всему миру. По версии журнала New Musical Express альбом занимает 424-е место среди «500 величайших альбомов всех времён». Музыкальный портал Best Ever Albums поставил запись на первое место в списке «Лучшие альбомы 1987-го» и на четвёртое в «Лучшие альбомы 80-х». Диск занял восьмое место в списке «Величайший альбом в истории» по результатам голосования зрителей телеканала MTV. Согласно опросу радиостанции BBC Radio 2 альбом занял третье место среди самым любимых дисков англичан, достигавших вершины в национальном чарте за 50 лет его существования (всего за это время местный хит-парад возглавили 787 альбомов). В опросе «Лучший музыкальный альбом всех времён», проведённом среди читателей журнала Zagat, The Joshua Tree занял четвёртое место.
Склонность группы к решению политических и социальных проблем в песнях, а также их строгое изображение на чёрно-белых фотографиях Антона Корбейна способствовали созданию имиджа «паломников с каменными лицами». Этот образ стал мишенью для насмешек, когда критики громили проект Rattle and Hum в 1988 году. Различные критики называли их «напыщенными», «пафосными пустышками», и «унылыми занудами». Дальнейшее исследование американской музыки группой для этого проекта было названо «претенциозным», а также «ошибочным и напыщенным». После того, как в 1989 году во время турне Lovetown Tour Боно заявил поклонникам, что U2 «всё переосмысливают заново», в 1990-е годы группа сменила образ. В следующем десятилетии музыканты добавили к своему звучанию альтернативный рок, индастриал и электронную танцевальную музыку и создали себе более ироничный, легкомысленный имидж, таким образом приняв статус «рок-звёзд», с которым боролись в 1980-е годы. Вышедший в 1991 году альбом Achtung Baby группа называла диском, призванным «срубить Дерево Джошуа». Билл Флэнаган подытожил влияние The Joshua Tree на карьеру группы в предисловии для 20-летнего переиздания альбома: «The Joshua Tree сделал из U2 рок-звёзд международного уровня и одновременно установил для них планку, к которой они будут всегда стремиться, и закрепил за ними образ, из которого они всегда будут пытаться выйти».

## Юбилейное переиздание  — двадцатилетие

Юбилейное издание в формате бокс-сета, с книгой, альбомом и DVD

20 ноября 2007 года было выпущено юбилейное переиздание альбома по случаю двадцатой годовщины выхода The Joshua Tree. Все оригинальные аналоговые записи прошли процедуру ремастеринга под руководством Эджа, релиз был доступен в четырёх форматах: одиночный компакт-диск; двухдисковое подарочное издание с бонус-диском; трёхдисковый бокс-сет, включающий в себя, помимо самого альбома, бонусный компакт-диск и DVD, альбом с «пустынной» фотосессией группы и книгу в твёрдом переплёте; четвёртым форматом был альбом на двух виниловых пластинках. Все издания содержали буклет со вступительным словом от писателя Билла Флэнагана и «ранее не публиковавшиеся» фотографии Антона Корбейна.
Менеджер группы Пол Макгиннесс пояснил: «От поклонников U2 постоянно поступали просьбы — должным образом сделать ремастеринг альбома. Как всегда, сначала группа должна была убедиться, что это верная идея, и в итоге её поддержали». Бонусный диск содержит оригинальные записи в стерео- и моноформате (прошедшие ремастеринг), а также би-сайды и раритеты/демозаписи из альбома. Некоторые издания включают расширенный буклет со вступительным словом от участников группы, команды продюсеров и Антона Корбейна.

### Бонусный диск
Бонусный компакт-диск содержит 14 дополнительных треков, в том числе би-сайды «Luminous Times (Hold on to Love)», «Walk to the Water», «Spanish Eyes», «Deep in the Heart», «Sweetest Thing», «Race Against Time» и две версии «Silver and Gold», в том числе оригинальную версию из альбома Sun City с Китом Ричардсом и Ронни Вудом. Сингл-версия композиции «Where the Streets Have No Name» также присутствует на бонус-диске. «Beautiful Ghost/Introduction to Songs of Experience» содержит текст из вступления к «Songs of Innocence and of Experience» — сборнику поэм Уильяма Блейка, ранее она была выпущена лишь на цифровом бокс-сете The Complete U2, в 2004 году. Также на диске были выпущены ранее не издававшиеся записи с сессий The Joshua Tree — «Wave of Sorrow (Birdland)», «Desert of Our Love», «Rise Up», и «Drunk Chicken/America». «Wave of Sorrow (Birdland)» представляет собой законченный вариант демозаписи «Birdland», «Drunk Chicken/America» содержит выдержку из декламации Алленом Гинзбергом его поэмы «Америка».
| №                   | Название                                                | Автор               | Длительность |
| ------------------- | ------------------------------------------------------- | ------------------- | ------------ |
| 1.                  | «Luminous Times (Hold on to Love)»                      | U2, Брайан Ино      | 4:35         |
| 2.                  | «Walk to the Water»                                     | U2                  | 4:49         |
| 3.                  | «Spanish Eyes»                                          | U2                  | 3:16         |
| 4.                  | «Deep in the Heart»                                     | U2                  | 4:31         |
| 5.                  | «Silver and Gold»                                       | Боно                | 4:38         |
| 6.                  | «Sweetest Thing»                                        | U2                  | 3:05         |
| 7.                  | «Race Against Time»                                     | U2                  | 4:03         |
| 8.                  | «Where the Streets Have No Name (single edit)»          | U2                  | 4:50         |
| 9.                  | «Silver and Gold (Sun City)»                            | U2                  | 4:43         |
| 10.                 | «Beautiful Ghost / Introduction to Songs of Experience» | U2, Уильям Блейк    | 3:50         |
| 11.                 | «Wave of Sorrow (Birdland)»                             | U2                  | 4:06         |
| 12.                 | «Desert of Our Love»                                    | U2                  | 4:59         |
| 13.                 | «Rise Up»                                               | U2                  | 4:08         |
| 14.                 | «Drunk Chicken / America»                               | U2, Аллен Гинзберг  | 1:31         |
| Общая длительность: | Общая длительность:                                     | Общая длительность: | 57:04        |

### Бонусный DVD
На бонусном DVD находятся концерт группы, документальный фильм и два клипа.
- 85-минутный концерт Live from Paris, состоявшийся 4 июля 1987 года, первоначально он уже транслировался по британскому телевидению в рамках празднования 25-й годовщины Island Records. Позже, в июле 2008 года, он был выпущен в качестве цифрового издания и распространялся через магазин ITunes, однако три кавер-версии, исполненные на шоу, были исключены из обоих изданий концерта.
- Документальный фильм под названием Outside It’s America был снят в 1987 году телеканалом MTV о турне в поддержку The Joshua Tree.
- Два музыкальных клипа — альтернативная версия «With or Without You» и ранее не издававшееся видео на песню «Red Hill Mining Town».
- В качестве «пасхалок», на диске присутствуют фотоснимки своеобразного альтер эго группы U2 — кантри-коллектива The Dalton Brothers[англ.], придуманного самими музыкантами.

## Юбилейное переиздание  — тридцатилетие
«Недавно я переслушал все треки из альбома „The Joshua Tree“. Я сделал это впервые за эти 30 лет … он довольно оперный».
2 июня 2017 года было выпущено переиздание альбома, посвящённое его 30-летнему юбилею. Релиз был издан в двух форматах: стандартная версия, выпущенная на CD, виниле и в цифровом виде, а также подарочное издание (англ. deluxe edition) доступное на тех же носителях и содержащее ряд бонусов. Среди которых: аудиозапись концерта 1987 года в Madison Square Garden, би-сайды и раритетные материалы того периода, а также ремиксы песен, созданные в 2017 году продюсерами Даниэлем Лануа, Фрэнсисом Хотелом, Джекнайфом Ли, Стивом Лиллиуайтом и Марком «Фладом» Эллисом. Помимо этого, подарочное издание (на физических носителях) содержит 8 фотокарточек за авторством Антона Корбейна (в формате фолио) и 84-страничную книгу с фотографиями, сделанными Эджем во время альбомной фотосессии 1986 года в пустыне Мохаве. В апреле 2017 года, по случаю празднования Дня музыкального магазина, был выпущен ремикс песни «Red Hill Mining Town» на виниле.

### Турне

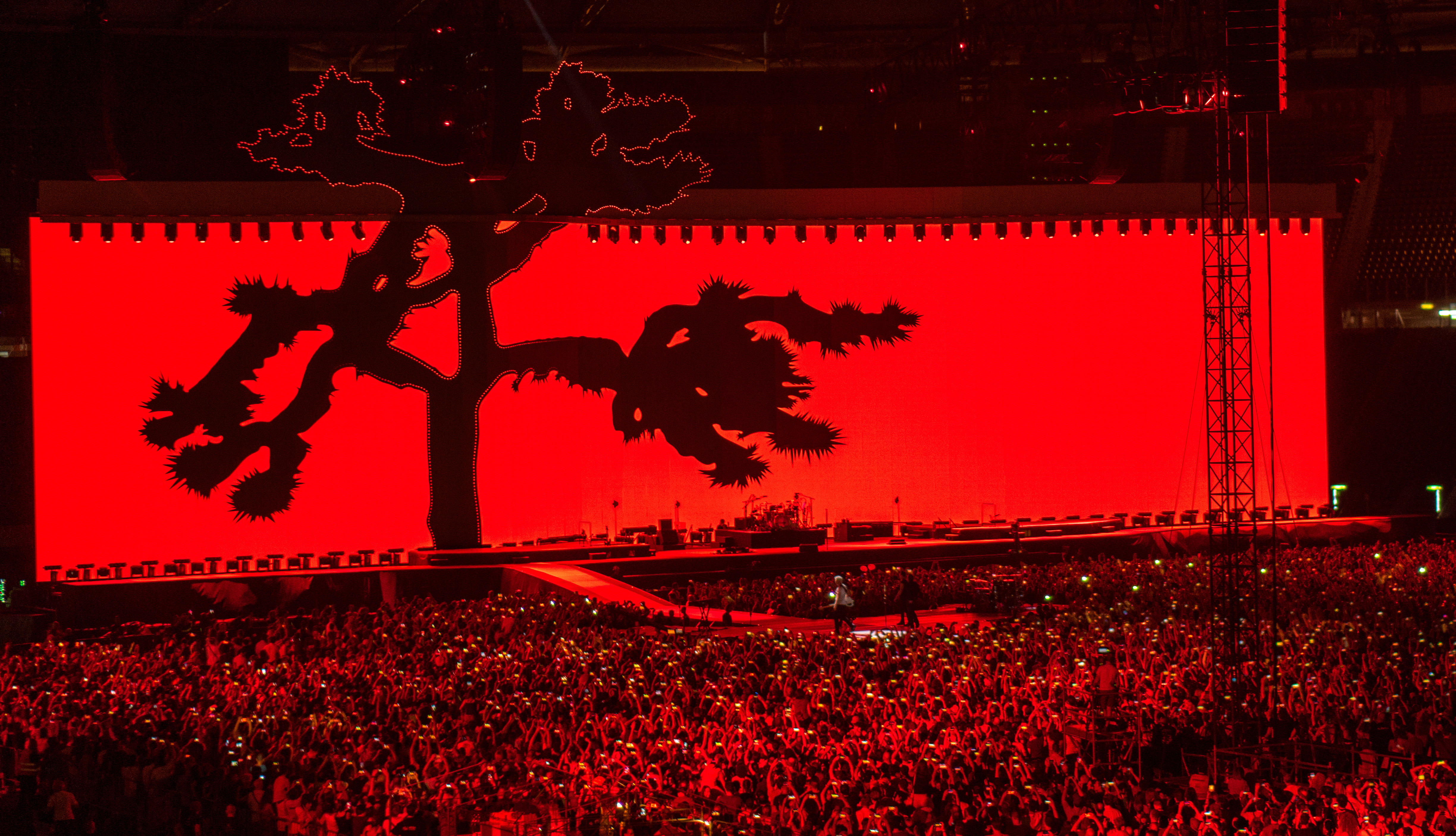
U2 выступают в Риме, в рамках юбилейного турне The Joshua Tree

Также, группа организовала концертный тур по городам Европы и Северной Америки, на каждом шоу которого коллектив исполнял альбом The Joshua Tree целиком. Это турне стало первым за всю карьеру U2, когда музыканты гастролировали в поддержку уже выпущенной записи, а не нового материала. В рамках турне U2 отыграли сет на музыкальном фестивале Боннару в Манчестере, штат Теннесси. Рассуждая о дополнительной актуальности турне, Эдж сослался на президентские выборы в США 2016 года и других мировых события текущего времени, которые, по его мнению, возрождают резонанс с темами, затрагиваемыми в The Joshua Tree. По словам гитариста, «слушая эту пластинку сейчас, создаётся впечатление, что „круг замкнулся“. Эта запись была написана в середине восьмидесятых во времена эпохи Рейгана-Тэтчер. Это был период, когда было много протестов. Тэтчер стояла перед мучительной дилеммой, пытаясь подавить забастовку шахтёров, в Центральной Америке происходили всевозможные политические махинаций. Похоже, мы вернулись туда [в 80-е] в некотором роде. Я считаю, не каждая из наших работ проходила вот такой круг. Создаётся впечатление: „Ух ты, сегодня эти песни обретают новый смысл и имеют новый резонанс, которого не было три-четыре года назад“». В свою очередь, Боно так высказался перед выступлением на родине группы в Дублине: «Я испытал огромное количество эмоций, которые даже показались мне странными. Любовь, боль потери, сломанные мечты, поиск новых шансов в жизни, забытьё … всё это сразу, почти что в одну секунду. Некоторые из этих песен я пел много раз, но не все. Теперь я хочу вновь сделать то, что было сделано 30 лет назад. Я надеюсь, что наши фанаты, наши слушатели испытают такую же радость, какую испытываем мы. Эта ночь будет исторической. Особенно тогда, когда мы выступим в родном городе. Кроук Парк… вот где родился этот альбом 30 лет назад». По итогам 2018 года группа U2 возглавила рейтинг самых высокооплачиваемых музыкантов по версии журнала Forbes, турне в поддержку 30-летия альбома The Joshua Tree принесло ирландцам более $ 118 000 000.

## Список композиций
Пока музыканты и команда инженеров микшировали альбом, жена Стива Лиллиуайта, певица Кёрсти Макколл, вызвалась упорядочить песни в альбоме. U2 были не против, но выдвинули условие: композиция «Where the Streets Have No Name» должна быть открывающей, а «Mothers of the Disappeared» — финальной, в остальном Кёрсти могла делать всё на своё усмотрение.
Все тексты написаны Боно, вся музыка написана U2.
| №  | Название                                     | Длительность |
| -- | -------------------------------------------- | ------------ |
| 1. | «Where the Streets Have No Name»             | 5:38         |
| 2. | «I Still Haven’t Found What I’m Looking For» | 4:38         |
| 3. | «With or Without You»                        | 4:56         |
| 4. | «Bullet the Blue Sky»                        | 4:32         |
| 5. | «Running to Stand Still»                     | 4:18         |

| №                   | Название                     | Длительность |
| ------------------- | ---------------------------- | ------------ |
| 6.                  | «Red Hill Mining Town»       | 4:54         |
| 7.                  | «In God’s Country»           | 2:57         |
| 8.                  | «Trip Through Your Wires»    | 3:33         |
| 9.                  | «One Tree Hill»              | 5:23         |
| 10.                 | «Exit»                       | 4:13         |
| 11.                 | «Mothers of the Disappeared» | 5:12         |
| Общая длительность: | Общая длительность:          | 50:11        |

| №                   | Название                                                | Автор               | Длительность |
| ------------------- | ------------------------------------------------------- | ------------------- | ------------ |
| 1.                  | «Luminous Times (Hold on to Love)»                      | U2, Брайан Ино      | 4:35         |
| 2.                  | «Walk to the Water»                                     | U2                  | 4:49         |
| 3.                  | «Spanish Eyes»                                          | U2                  | 3:16         |
| 4.                  | «Deep in the Heart»                                     | U2                  | 4:31         |
| 5.                  | «Silver and Gold»                                       | Боно                | 4:38         |
| 6.                  | «Sweetest Thing»                                        | U2                  | 3:05         |
| 7.                  | «Race Against Time»                                     | U2                  | 4:03         |
| 8.                  | «Where the Streets Have No Name (single edit)»          | U2                  | 4:50         |
| 9.                  | «Silver and Gold (Sun City)»                            | U2                  | 4:43         |
| 10.                 | «Beautiful Ghost / Introduction to Songs of Experience» | U2, Уильям Блейк    | 3:50         |
| 11.                 | «Wave of Sorrow (Birdland)»                             | U2                  | 4:06         |
| 12.                 | «Desert of Our Love»                                    | U2                  | 4:59         |
| 13.                 | «Rise Up»                                               | U2                  | 4:08         |
| 14.                 | «Drunk Chicken / America»                               | U2, Аллен Гинзберг  | 1:31         |
| Общая длительность: | Общая длительность:                                     | Общая длительность: | 57:04        |

## Участники записи
| U2 - Боно — ведущий вокал, губная гармоника, гитара; - Эдж — гитара, вокал, фортепиано; - Адам Клейтон — бас-гитара; - Ларри Маллен-мл. — ударные; Дополнительные музыканты - Брайан Ино — клавишные, DX7 программирование, бэк-вокал - Даниэль Лануа — бубен, omnichord, ритм-гитара, бэк-вокал - The Armin Family — струнные инструменты (трек 9) - The Arklow Silver Band — духовые инструменты (трек 6) | Технический персонал - Продюсирование — Даниэль Лануа, Брайан Ино - Звукозапись — Флад - Дополнительные звукоинженеры — Дэйв Миген и Пэт Маккарти - Микширование — Стив Лиллиуайт (треки 1, 3, 4, и 6) - Инженер микширования — Марк Уэллис - Ассистент инженера микширования — Мэри Кетл - Студийный персонал — Джо O’Херлихи, Дез Бродберри, Том Маллелли, Тим Бакли, Марк Коулмэн, Мэри Гоф, Мэрион Смит - Дизайн обложки — Стив Эверилл - Фотография — Антон Корбейн. |

## Позиции в чартах
| Чарт (1987)       | Высшая позиция |
| ----------------- | -------------- |
| Австралия         | 3              |
| Австрия           | 1              |
| Бельгия           | 24             |
| Великобритания    | 1              |
| Германия          | 1              |
| Италия            | 1              |
| Испания           | 11             |
| Канада            | 1              |
| Нидерланды        | 1              |
| Новая Зеландия    | 1              |
| Норвегия          | 4              |
| Португалия        | 8              |
| Соединённые Штаты | 1              |
| Франция           | 1              |
| Швеция            | 1              |

| Чарт (1987)       | Позиция |
| ----------------- | ------- |
| Австралия         | 5       |
| Австрия           | 1       |
| Германия          | 1       |
| Соединённые Штаты | 6       |
| Швейцария         | 1       |

| Страна (провайдер) | Сертификации   |
| ------------------ | -------------- |
| Австралия          | 5× Платиновый  |
| Австрия            | 3× Золотой     |
| Аргентина          | Платиновый     |
| Великобритания     | 6× Платиновый* |
| Германия           | 2× Платиновый  |
| Канада             | Бриллиантовый  |
| Нидерланды         | Платиновый     |
| Новая Зеландия     | 14× Платиновый |
| США                | Бриллиантовый  |
| Финляндия          | Золотой        |
| Франция            | 2× Платиновый  |

| Год                                        | Песня                                        | Максимальная позиция | Максимальная позиция | Максимальная позиция | Максимальная позиция | Максимальная позиция | Максимальная позиция | Сертификация |
| Год                                        | Песня                                        | IRE                  | CAN                  | NL                   | NZ                   | UK                   | US                   | Сертификация |
| ------------------------------------------ | -------------------------------------------- | -------------------- | -------------------- | -------------------- | -------------------- | -------------------- | -------------------- | ------------ |
| 1987                                       | «With or Without You»                        | 1                    | 1                    | 2                    | 5                    | 4                    | 1                    | - : Золотой  |
| 1987                                       | «I Still Haven’t Found What I’m Looking For» | 1                    | 6                    | 6                    | 2                    | 6                    | 1                    | - : Золотой  |
| 1987                                       | «Where the Streets Have No Name»             | 1                    | 11                   | 7                    | 1                    | 4                    | 13                   |              |
| 1987                                       | «Exit»                                       | —                    | —                    | 46                   | —                    | —                    | —                    |              |
| 1987                                       | «In God’s Country»                           | —                    | —                    | —                    | —                    | 48                   | 44                   |              |
| 1988                                       | «In God’s Country»                           | —                    | 25                   | —                    | —                    | —                    | —                    |              |
| 1988                                       | «One Tree Hill»                              | —                    | —                    | —                    | 1                    | —                    | —                    |              |
| «—» ставится, если песня не попала в чарт. |                                              |                      |                      |                      |                      |                      |                      |              |

## Награды «Грэмми»
30-я церемония вручения премий «Грэмми» состоялась 2 марта 1988 года в нью-йоркском Radio City Music Hall. В тот вечер соперниками U2 по номинации «Лучшее вокальное рок-исполнение дуэтом или группой» были группы Heart с альбомом Bad Animals, Yes с пластинкой Big Generator, Los Lobos с лонгплеем By the Light of the Moon и Georgia Satellites с диском Keep Your Hands to Yourself. После объявления победителя — его зачитывал Рой Орбисон — U2 поднялись на сцену втроём и Эдж произнёс речь, сразу же позвав на подмостки Адама Клейтона, который отошёл «освежиться». Пошутив, что он «всё ещё приходит в себя после [выступления] Уитни Хьюстон», Эдж зачитал список благодарностей, поблагодарив «нашего общего друга Эпштейна, которого теперь нет с нами», менеджера Пола Макгинесса, команду менеджеров из Нью-Йорка и Дублина, лейблы Island и Atlantic Records, Фрэнка Барсалону, все колледж-рок радиостанции — «я не знаю, где бы мы были без них», Джека Хили и Amnisty International «за их работу», Десмонда Туту «за его мужество», Мартина Лютера Кинга, Боба Дилана, Джимми Хендрикса, Уолта Диснея, Иоанна Крестителя, Джорджа Беста, Грегори Пека, Доктора Рут, Бетмена и Робина, YMCA, Эдди «Орла́», борцов сумо по всему миру и, «конечно же, Рональда Рейгана».
Во время присуждения награды в номинации «Лучший альбом», соперниками U2 были Уитни Хьюстон с альбомом Whitney, Майкл Джексон с пластинкой Bad, Долли Партон, Линда Ронстадт и Эммилу Харрис с лонгплеем Trio и Принс с диском Sign «☮» the Times. Награду вручала Дайана Росс — за статуэткой на сцену поднялись U2 вместе с Ино и Лануа. Перед микрофоном встал Боно: «Тяжело нести весь мир на своих плечах и сдерживать вопль негодования… организовывать саммиты между мировыми лидерами, но нам нравится наша работа. Тяжело наблюдать за пятьюдесятью миллионами человек и не сказать пару слов о ЮАР, о том что там происходит… но сегодня давайте поговорим о музыке. Мы намереваемся поработать с соулом, не в том смысле — мы оденемся в чёрное или белое, будем использовать те или иные инструменты… мы просто сделаем это, без всякой мишуры». В конце своей речи музыкант также особо отметил творчество Брюса Спрингстина и Принса.
| Год  | Альбом                         | Награда                                            | Победитель                               |
| ---- | ------------------------------ | -------------------------------------------------- | ---------------------------------------- |
| 1988 | The Joshua Tree                | Лучшее вокальное рок-исполнение дуэтом или группой | U2                                       |
| 1988 | The Joshua Tree                | Альбом года                                        | Брайан Ино, Даниель Лануа, U2            |
| 1989 | Where the Streets Have No Name | Лучшее исполнение в музыкальном видео              | Мейерт Эйвис Бен Доссетт Майкл Хэмлин U2 |

### Документальный фильм
- King, Philip; Nuala O'Connor. Classic Albums – The Joshua Tree: U2 (DVD). — Eagle Rock Entertainment, 1999.